# カゲボウシ
「カゲボウシ」は、ポルノグラフィティの36作目のシングル。2012年9月19日にSME Recordsから発売された。

## 概要
前作「2012Spark」からおよそ7か月ぶり、アルバム『PANORAMA PORNO』を経て発表された、2012年2作目となるシングル。
表題曲は、NHK総合テレビ・ドラマ10のテレビドラマ『つるかめ助産院〜南の島から〜』の主題歌である。ポルノグラフィティがテレビドラマの主題歌を担当するのは、「EXIT」以来およそ1年6か月ぶりであり、テレビドラマのイメージに添って書き下ろされた。シングルでは「ゆきのいろ」以来2作ぶりのバラードとなっている。「カゲボウシ」の他、カップリング曲にはシングルリリースに向けて作られた、「やがて哀しきロックンロール」と「ルーズ」の2曲を収録。このため、「ワンモアタイム」以来となる全曲新曲のシングルとなっている。
「初回生産限定盤」と「通常盤」の2種リリース。通常盤では初回仕様分のみ透明スリーブケースが付属し、初回限定盤はDVDが付属した2枚組となっており、「カゲボウシ」のビデオクリップが収録されている。
ジャケットの「伸びた影」は、スタジオに1tぐらいの砂を運び入れて撮影されたもの。
ジャケット公開時にカップリング曲の『やがて哀しきロックンロール』と『ルーズ』の収録順が変更された。

## 収録曲

### Disc 1(CD)
1. カゲボウシ 
  - 作詞・作曲：岡野昭仁 編曲：馬場一嘉、Porno Graffitti
  - NHK総合テレビ・ドラマ10『つるかめ助産院〜南の島から〜』主題歌[4][5]

ドラマの主題歌として書き下ろされた、スロー・テンポのバラードナンバー[6][7]。ポルノグラフィティ曰く、『アポロ』や『サウダージ』のような、譜割や言葉の多さで押していくことが多いポルノグラフィティの音楽の中で、「今（それ）までありそうでなかったバラード」となっている[7][9]。歌詞は、大切な人を見守り支える心や気持ちを、光があれば現れる「影」（影法師）として描かれている[6][7]。
NHKのドラマということで、「どの世代にも聴いてもらえるような曲」を目指して作られた[6]。元々、「ポルノグラフィティの曲をドラマの主題歌に」というNHKサイドからのオファーを受けて、曲の構想を練っていた岡野は、ドラマの制作スタッフから寄せられた「『愛が呼ぶほうへ』のようなスロー・テンポ」「歌詞とメロディーが染み込むような曲を」というリクエストにも応えながら、「一歩引いたところで支えてくれる、母親のような曲」をイメージして制作を進めたという[6][7]。そうして出来上がった曲について、同じくドラマ主題歌の候補曲（3曲目の「ルーズ」）を作っていた新藤も、「ドラマにすごく合う曲になった」「どんな相乗効果が生まれるのか楽しみな曲」と評した[6]。
アレンジ（サウンド・プロデュース）は、『PANORAMA PORNO』の「素敵すぎてしまった」を手掛けた馬場一嘉に依頼し、曲を聴いた新藤の「普遍的なイメージに仕上げたい」という想いと、岡野の「沖縄の景色が浮かぶようなアレンジ」というリクエストを合わせながら進められた[6][7]。また、テレビドラマの舞台である沖縄県のイメージ、原作の『つるかめ助産院』が持つ「生命」「母親」「出産」といったテーマ、ドラマで描かれる人間ドラマなどにもスポットを当て、前述のメンバーのイメージやリクエストを加味しながら、新藤と馬場の共同で行われた[6][7]。
メインの音となるアコースティック・ギターは、パーカッションとセッションしながら、響かせることを意識してレコーディングが行なわれた[6][7]。また、曲を印象付けるオートハープは、岡野のアイディアによるもので、曰く、「全体的にシンプルな曲だけに特徴のない曲になる恐れがあった」とのことから手こずりながらも入れてみたところ、イメージ通りの印象的な温かい音になったという[6][7]。
音源は、2012年8月13日に放送された、bayfmの『カフェイン11』で披露され、同月28日より連続テレビドラマ『つるかめ助産院〜南の島から〜』の主題歌としてオンエアされた。
『第63回NHK紅白歌合戦』で本曲を歌唱した。
2. やがて哀しきロックンロール 
  - 作詞・作曲：新藤晴一 編曲：田中ユウスケ、近藤隆史、Porno Graffitti

シングルリリースの決定は、新藤がストックしていた曲を収録する予定であったが、「良い曲だが味が薄い」との理由から作り始めた大サビが難航したため、新たにカップリング曲候補として書き下ろされたのがこの曲である[6][7]。当初収録予定であった曲や、別に作られたもうひとつの曲との3曲でふるいにかけられた結果、本楽曲がカップリング曲となった[6]。
3. ルーズ 
  - 作詞・作曲：新藤晴一 編曲：田中ユウスケ、立崎優介、Porno Graffitti

元々は『つるかめ助産院〜南の島から〜』の主題歌候補として、新藤により作られた曲[6]。その後、岡野が作詞・作曲を手掛けた「カゲボウシ」が選ばれ、主題歌にならなかったことから、カップリング曲として、歌詞を書き換えたり音やアレンジを変えたりと思い切って手を加えたところ、当初とは異なる良い曲に仕上がったという[6]。

### Disc 2(DVD)
1. 「カゲボウシ」Video Clip 
監督は牧鉄馬。
新藤が弾くギターに合わせ、岡野が歌うという、全体的にシンプルなかたちをとっている。

## 収録アルバム
- PORNOGRAFFITTI 15th Anniversary "ALL TIME SINGLES" (#1)

## 演奏参加ミュージシャン
| ポルノグラフィティ | ポルノグラフィティ                                         |
| ------------------ | ---------------------------------------------------------- |
| 岡野昭仁           | ヴォーカル、コーラス                                       |
| 新藤晴一           | ギター（アコースティック・ギター、エレクトリック・ギター） |

## タイアップ
| 楽曲              | タイアップ                                                    |
| ----------------- | ------------------------------------------------------------- |
| M-1「カゲボウシ」 | NHK総合テレビ・ドラマ10『つるかめ助産院〜南の島から〜』主題歌 |

## リリース一覧
| 日本 | 2012年9月12日 |                        | | |
| 日本 | 2012年9月12日 | 着信メロディ（着信音） | - 「カゲボウシ」 - 「カゲボウシ」メロディ                                                                                               | - レコチョク - アミュモバ - dwango.jp                                                                          |
| 日本 | 2012年9月12日 | 着うた（着信音）       | - 「カゲボウシ」イントロVer. - 「カゲボウシ」サビVer.                                                                                   | - レコチョク - sony music sound - アミュモバ - music.jp - JOYSOUND - dwango.jp - オリコン - mu-mo - ビルボード |
| 日本 | 2012年9月19日 | 着うた（着信音）       | - 「やがて哀しきロックンロール」イントロver. - 「やがて哀しきロックンロール」Bメロ&サビver. - 「ルーズ」Aメロver. - 「ルーズ」1サビver. | - レコチョク - sony music sound - アミュモバ - music.jp - JOYSOUND - dwango.jp - オリコン - mu-mo - ビルボード |
| 日本 | 2012年9月19日 | 着うたフル(R)          | 「カゲボウシ」 | - レコチョク - sony music sound - アミュモバ - music.jp - JOYSOUND - dwango.jp - オリコン - mu-mo - ビルボード |
| 日本 | 2012年9月19日 | CD                     | 「カゲボウシ｣ | SME Records |
| 日本 | 2012年9月19日 | CD+DVD                 | 「カゲボウシ｣ | SME Records |

## 参考資料
公式サイト・作品
- love up! スタッフ (2012年9月13日). “36thシングル「カゲボウシ」リリース決定!!”. 　Information.   SONY MUSIC. SME Records, AMUSE. 2012年9月19日閲覧。
- ポルノグラフィティ／PornoGraffitti (2012年7月24日). “9/19（水）36thシングル「カゲボウシ」リリース決定!!”. Google+.  Google. 2012年9月19日閲覧。
- SME Records Inc.、ポルノグラフィティ「ジャケット」『カゲボウシ』、SME Records Inc.、日本、2012年。, SECL-1181 - 1182
- SME Records Inc.、ポルノグラフィティ「ジャケット」『カゲボウシ』、SME Records Inc.、日本、2012年。, SECL-1183

書誌
- もりひでゆき「SPECIAL TALK SESSION ポルノグラフィティ」『Monthly Music Magazine PATi PATi 2012年10月号（VOL.334）』第28巻第10号、エムオン・エンタテインメント、2012年9月7日、061-063頁、JAN 4910075551023、雑誌 07555-10。
- 藤井美保「INTERVIEW ポルノグラフィティ」『WHAT's IN? 2012年10月号（No.304）』第25巻第10号、エムオン・エンタテインメント、2012年9月14日、064-065頁、JAN 4910198551023、雑誌 19855-10。

ウェブサイト